# مخطط كتلة التدفق الوظيفي

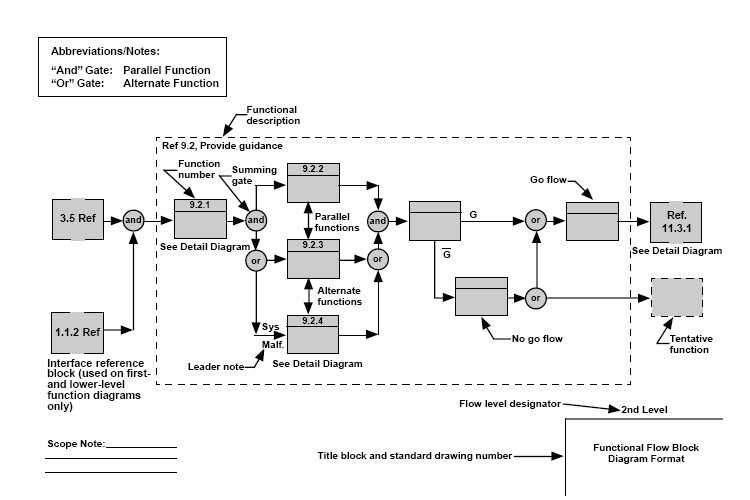
الشكل 1: تنسيق مخطط كتلة التدفق الوظيفي.

مخطط التدفق الوظيفي (اختصارًا FFBD) هو مخطط تدفق متعدد المستويات ومتسلسل زمنيًا خطوة بخطوة للتدفق الوظيفي للنظام. يختلف مصطلح "وظيفي" في هذا السياق عن استخدامه في البرمجة الوظيفية أو في الرياضيات، حيث يكون الاقتران "وظيفي" مع "التدفق" غامضًا. هنا، يتعلق "التدفق الوظيفي" '''بتسلسل العمليات '''، حيث تعبر أسهم "التدفق" عن الاعتماد على نجاح العمليات السابقة. وقد يعبر مخطط التدفق الوظيفي أيضًا عن تبعيات بيانات المدخلات والمخرجات بين الكتل الوظيفية، كما هو موضح في الأشكال أدناه، ولكن هذا المخطط يركز في المقام الأول على التسلسل المتتالي للعمليات.
تم تطوير ترميز المخطط في الخمسينيات من القرن الماضي، ويستخدم على نطاق واسع في هندسة النظم الكلاسيكية. ويعد المخطط FFBDs أحد منهجيات نمذجة عمليات الأعمال، جنبًا إلى جنب مع المخططات الانسيابية ومخططات تدفق البيانات ومخططات تدفق التحكم ومخططات جانت ومخططات PERT و IDEF.
يشار أيضًا إلى مخططات التدفق الوظيفي على أنها مخططات التدفق الوظيفية ومخططات الكتلة الوظيفية والتدفقات الوظيفية.

## التاريخ
أول طريقة منظمة لتوثيق تدفق عمليات، مخطط عملية التدفق، قدمها فرانك جيلبرث لأعضاء الجمعية الأمريكية للمهندسين الميكانيكيين في عام 1921 كعرض تقديمي "مخططات العملية - الخطوات الأولى في إيجاد أفضل طريقة واحدة". سرعان ما وجدت أدوات جيلبريث طريقها إلى مناهج الهندسة الصناعية.
وفي أوائل الثلاثينيات من القرن الماضي، بدأ المهندس الصناعي "ألان موجينسن" تدريب رجال الأعمال على استخدام بعض أدوات الهندسة الصناعية في مؤتمرات تبسيط العمل في ليك بلاسيد، نيويورك. عاد آرت سبينانجر، وهو خريج عام 1944 من فصل موجينسن، بالأدوات إلى شركة بروكتر وجامبل حيث طور برنامج تغيير الأساليب المتعمد. خريج آخر في عام 1944، بن س. جراهام، مدير هندسة فورمكرافت في شركة Standard Register Industrial، قام بتكييف مخطط عملية التدفق لمعالجة المعلومات من خلال تطوير مخطط عملية التدفق المتعدد لعرض مستندات متعددة وعلاقاتهم. ثم في عام 1947، تبنت الجمعية الأمريكية للمهندسين الميكانيكيين ASME مجموعة رموز كمعيار ASME للتشغيل ومخططات عملية التدفق، مشتق من عمل غيلبرت الأصلي.
تم تطوير مخطط التدفق الوظيفي الحديث بواسطة شركة TRW Incorporated وهي شركة مرتبطة بالدفاع في الخمسينيات من القرن الماضي. في الستينيات من القرن الماضي، استغلت ناسا ذلك لتصور التسلسل الزمني للأحداث في أنظمة الفضاء ومهام الطيران. أصبحت FFBDs مستخدمة على نطاق واسع في هندسة النظم الكلاسيكية لإظهار ترتيب تنفيذ وظائف النظام.

## تطوير مخططات كتلة التدفق الوظيفية

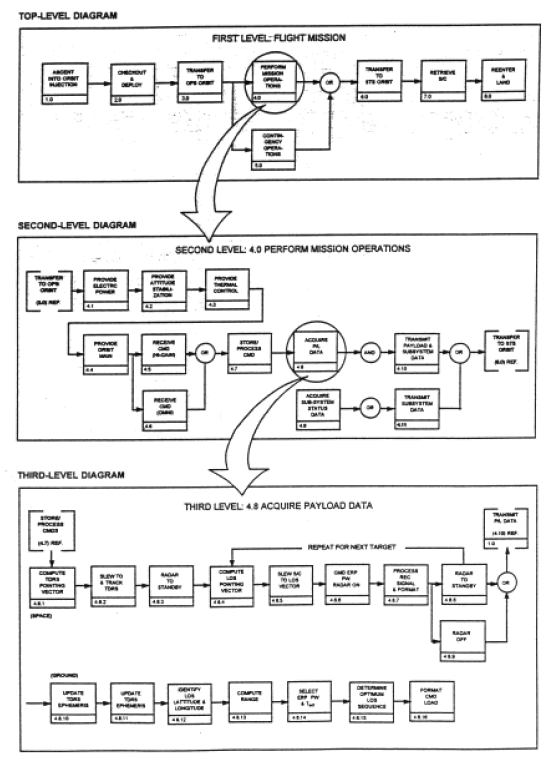
الشكل 2: تطوير مخططات كتلة التدفق الوظيفي

يمكن تطوير مخططات التدفق الوظيفي في سلسلة من المستويات. تُظهر FFBDs نفس المهام المحددة من خلال التحلل الوظيفي وتعرضها في علاقتها المنطقية المتسلسلة. على سبيل المثال، يمكن تحديد مهمة رحلة إلى الفضاء كاملة لمركبة فضائية في مستوى أعلى من مخطط FFBD كما هو موضح في الشكل 2. يمكن بعد ذلك توسيع كل كتلة في مخطط المستوى الأول إلى سلسلة من الوظائف، كما هو موضح في الرسم التخطيطي للمستوى الثاني من أجل "تنفيذ عمليات المهمة". لاحظ أن الرسم البياني يوضح كلاً من المدخلات (النقل إلى مدار القيام بالعمليات ) والمخرجات (النقل إلى مدار نظام النقل الفضائي)، وبالتالي بدء تحديد الواجهة وعملية التحكم. يمكن تطوير كل كتلة في مخطط المستوى الثاني تدريجياً إلى سلسلة من الوظائف، كما هو موضح في مخطط المستوى الثالث في الشكل 2.
كذلك تستخدم هذه المخططات على حد سواء لتطوير المتطلبات وتحديد دراسات '''التجارة المربحة'''. على سبيل المثال، هل يكتسب هوائي المركبة الفضائية ساتل التتبع وترحيل البيانات (TDRS) فقط عند إرسال بيانات الحمولة المفيدة أم أنه يتتبع TDRS باستمرار للسماح باستقبال أوامر الطوارئ أو إرسال بيانات الطوارئ؟ يتضمن المخطط FFBD أيضًا عمليات بديلة وطوارئ، مما يحسن احتمالية نجاح المهمة. يوفر مخطط التدفق فهمًا للتشغيل الكلي للنظام، ويعمل كأساس لتطوير الإجراءات التشغيلية وإجراءات الطوارئ، ويحدد الأحداث (المناطق) التي يمكن أن تؤدي فيها التغييرات في الإجراءات التشغيلية إلى تبسيط عملية النظام ككل. في بعض الحالات، يمكن استخدام المخطط البديل لتمثيل وسائل مختلفة للوفاء بوظيفة معينة حتى يتم الحصول على البيانات، مما يسمح بالاختيار من بين البدائل.

## اللبنات

### الصفات الرئيسية
نظرة عامة على سمات المخطط FFBD الرئيسية:

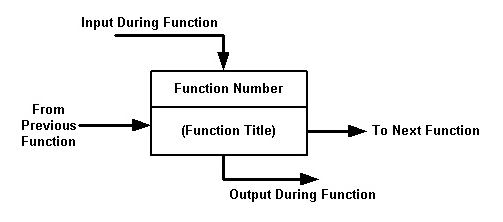
شرح مبسط لـ "كتلة وظيفية" مستخدمة في هذه الرسوم البيانية. التدفق يسير من اليسار إلى اليمين.

- الوظيفى/ كتلة الوظيفة : يجب أن تكون كل وظيفة في مخطط FFBD منفصلة وأن يتم تمثيلها بمربع واحد (أيقونة). يجب أن تمثل كل وظيفة إجراءً محددًا ومحدودًا ومتميزًا يتم إنجازه بواسطة عناصر النظام.
- ترقيم الوظيفة : يجب أن يحتوي كل مستوى على مخطط أرقام ثابت ويوفر معلومات تتعلق بأصل الوظيفة. هذه الأرقام تحدد الخصائص والعلاقات التي ستنفذ من خلال جميع أنشطة التحليل الوظيفي والتخصيص وتسهل التتبع من المستويات الأدنى إلى المستويات العليا.
- المرجع الوظيفي : يجب أن يحتوي كل مخطط على مرجع لمخططات وظيفية أخرى باستخدام مرجع وظيفي (مربع بين قوسين).
- اتصال التدفق : يجب أن تشير وظائف الخطوط المتصلة فقط إلى تدفق الوظيفة وليس انقطاعًا في الوقت أو النشاط الوسيط.
- اتجاه التدفق : يجب وضع المخططات بحيث يكون اتجاه التدفق بشكل عام من اليسار إلى اليمين. غالبًا ما تستخدم الأسهم للإشارة إلى التدفقات الوظيفية.
- بوابات الجمع : تُستخدم الدائرة للدلالة على بوابة التجميع وتُستخدم عند وجود AND / OR. يتم استخدام AND للإشارة إلى وظائف متوازية ويجب استيفاء جميع الشروط للمتابعة. يتم استخدام OR للإشارة إلى أنه يمكن تلبية المسارات البديلة للمتابعة.
- مسارات GO و NO-GO : تُستخدم "G" و "bar G" للإشارة إلى شروط "go" و "no-go". يتم وضع هذه الرموز بجوار الخطوط وترك وظيفة معينة للإشارة إلى المسارات البديلة.

### ترميز الوظيفة
يجب تمثيل الوظيفة بواسطة مستطيل يحتوي على عنوان الوظيفة (فعل عمل متبوعًا بعبارة ) ورقمها العشري المحدد الفريد. يجب أن يفصل الخط الأفقي بين هذا الرقم والعنوان، كما هو موضح في الشكل 3 أعلاه. يوضح الشكل أيضًا كيفية تمثيل وظيفة مرجعية، والتي توفر السياق داخل مخطط معين. انظر الشكل 9 للتعرف على مثال يتعلق باستخدام دالة مرجعية.
|  |  |

### الخطوط الموجهة
يجب أن يشير الخط الذي يحتوي على رأس سهم التدفق الوظيفي من اليسار إلى اليمين، انظر الشكل 4.

### رموز منطقية
يجب استخدام الرموز المنطقية الأساسية التالية.
- AND ( و ): حالة تتطلب فيها جميع المسارات السابقة أو اللاحقة. قد يحتوي الرمز على مدخل واحد بمخرجات متعددة أو مدخلات متعددة بمخرج واحد، ولكن ليس عدة مدخلات ومخرجات مجتمعة (الشكل 5). اقرأ الشكل على النحو التالي: يبدأ F2 AND F3 بالتوازي بعد الانتهاء من F1. وبالمثل، قد يبدأ F4 بعد الانتهاء من F2 و F3.

|  |  |

- حصري OR: شرط يكون فيه أحد المسارات المتعددة السابقة أو اللاحقة مطلوبًا، ولكن ليس كلها. قد يحتوي الرمز على مدخل واحد بمخرجات متعددة أو مدخلات متعددة بمخرج واحد، ولكن ليس عدة مدخلات ومخرجات مجتمعة (الشكل 6). اقرأ الشكل على النحو التالي: قد يبدأ F2 أو F3 بعد الانتهاء من F1. وبالمثل، قد يبدأ F4 بعد إكمال أي من F2 أو F3.
- شامل OR: شرط يكون فيه واحد أو بعض أو كل المسارات المتعددة السابقة أو اللاحقة مطلوبة. يصور الشكل 7 منطق أو شامل باستخدام مزيج من رمز AND (الشكل 5) ورمز Exclusive OR (الشكل 6). اقرأ الشكل 7 على النحو التالي: قد يبدأ F2 أو F3 (حصريًا) بعد إكمال F1، أو (حصريًا مرة أخرى) قد يبدأ F2 و F3 بعد الانتهاء من F1. وبالمثل، قد يبدأ F4 بعد إكمال F2 أو F3 (حصريًا)، أو (حصريًا مرة أخرى) F4 قد يبدأ بعد إكمال كل من F2 و F3

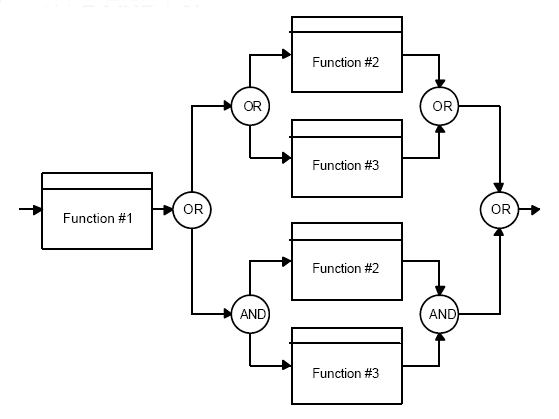
الشكل 7. منطق " أو شامل " Inclusive OR

### البيانات السياقية والإدارية
يجب أن يحتوي المخطط FFBD على البيانات السياقية والإدارية التالية:
- تاريخ إنشاء الرسم التخطيطي
- اسم المهندس أو المنظمة أو مجموعة العمل التي أنشأت الرسم التخطيطي
- رقم فريد عشري محدد للوظيفة التي يتم رسمها
- اسم الوظيفة الفريدة للوظيفة التي يتم رسمها.

يعرض الشكل 8 والشكل 9 البيانات في مخطط FFBD. الشكل 9 هو تحليل للوظيفة F2 الواردة في الشكل 8 ويوضح السياق بين الوظائف على مستويات مختلفة من النموذج.
|  |  |

## ملحوظات
1. 1 2  Systems Engineering Fundamentals. نسخة محفوظة 2011-07-28 على موقع واي باك مشين. Defense Acquisition University Press, 2001
2. ↑  The first version of this article is completely based on the NAS SYSTEM ENGINEERING MANUAL SECTION 4.4 VERSION 3.1 06/06/06. نسخة محفوظة 2023-04-06 على موقع واي باك مشين.
3. 1 2  Thomas Dufresne & James Martin (2003). "Process Modeling for E-Business" نسخة محفوظة December 20, 2006, على موقع واي باك مشين.. INFS 770 Methods for Information Systems Engineering: Knowledge Management and E-Business. Spring 2003
4. 1 2  Task Analysis Tools Used Throughout Development. FAA 2008. Retrieved 25 Sept 2008. نسخة محفوظة 2023-04-05 على موقع واي باك مشين.
5. 1 2  Ben B. Graham (2004). "Detail Process Charting: Speaking the Language of Process". p.1 نسخة محفوظة 2022-08-17 على موقع واي باك مشين.
6. ↑  Tim Weilkiens (2008). Systems Engineering with SysML/UML: Modeling, Analysis, Design. Page 257.
7. ↑  Harold Chestnut (1967). Systems Engineering Methods. Page 254.
8. 1 2 3  NASA (2007). NASA Systems Engineering Handbook December 2007. p.53. نسخة محفوظة 2023-05-25 على موقع واي باك مشين.
9. 1 2 3 4  FAA (2006). NAS SYSTEM ENGINEERING MANUAL SECTION 4.4 VERSION 3.1 06/06/06. نسخة محفوظة 2023-04-06 على موقع واي باك مشين.